# Amalophyllon caripense
Amalophyllon caripense är en tvåhjärtbladig växtart som först beskrevs av Johann Friedrich Klotzsch och Johannes von Hanstein, och fick sitt nu gällande namn av Boggan, L.E. Skog och Roalson. Amalophyllon caripense ingår i släktet Amalophyllon och familjen Gesneriaceae. Inga underarter finns listade i Catalogue of Life.